# Кулакова, Светлана Александровна
Светлана Александровна Кулакова (13 декабря 1982, Арзамас-16, Горьковская область, СССР) — российская спортсменка, боксёр и кикбоксёр.
Чемпионка мира (2011) и четырёхкратная чемпионка Европы (2004, 2006, 2006, 2012) по кикбоксингу среди любителей. Чемпионка мира (2010) по кикбоксингу среди профессионалов. Бронзовый призёр чемпионатов мира (2002) и Европы (2003) по боксу среди любителей. Временная чемпионка мира по профессиональному боксу в 1-м полусреднем весе (WBA, 2013—2014).
Действующая чемпионка мира по профессиональному боксу в 1-м полусреднем весе (IBO, 2016—2021).

## Биография
Родилась 13 декабря 1982 года в Арзамасе-16, Горьковской области. В детстве увлекалась танцами, вязанием, игрой на гитаре. Некоторое время занималась карате, но серьёзных успехов не добилась. В подростковом возрасте начала заниматься кикбоксингом.
Окончила РГУФК (училась на кафедре кикбоксинга).

## Кикбоксинг
Была чемпионкой России, Европы и мира мира среди любителей. Становилась чемпионкой мира среди профессионалов по версии WAKO PRO. Является Мастером спорта международного класса.
В октябре 2004 года, в Будве, стала чемпионкой Европы WAKO среди любителей (фулл-контакт) в весовой категории до 56 кг.
В октябре 2006 года, в Лиссабоне, стала чемпионкой Европы WAKO среди любителей (фулл-контакт) в весовой категории до 70 кг.
В ноябре 2006 года, в Скопье, стала чемпионкой Европы WAKO среди любителей (лоу-кик) в весовой категории до 70 кг.
В октябре 2009 года, в Филлахе, завоевала бронзу на чемпионате мира WAKO среди любителей (лоу-кик) в весовой категории до 70 кг.
В ноябре 2009 года, в Линьяно-Саббьядоро, завоевала бронзу на чемпионате мира WAKO среди любителей (фулл-контакт) в весовой категории до 65 кг.
28 февраля 2010 года победила итальянку Летицию Битоцци и стала чемпионкой мира WAKO PRO среди профессионалов (фулл-контакт) в весовой категории до 60 кг.
В октябре 2011 года, в Скопье, стала чемпионкой мира WAKO среди любителей (лоу-кик) в весовой категории до 65 кг.
В 2012 году, в Анкаре, стала чемпионкой Европы WAKO среди любителей (лоу-кик) в весовой категории до 65 кг.

## Любительский бокс
Боксом начала заниматься в 2000 году, в Москве. Тренировалась в спортклубе «КИТЭК» у Марка Ионовича Мельцера. Чередовала занятия боксом и кикбоксингом.

### Чемпионат России 2001
Выступала в лёгкой весовой категории (до 60 кг). Завоевала бронзовую медаль.

### Чемпионат мира 2002
Выступала в полулёгкой весовой категории (до 57 кг). В четвертьфинале победила американку Эмбер Гидеон. В полуфинале проиграла Чо Поксун из КНДР.

### Чемпионат Европы 2003
Выступала в полулёгкой весовой категории (до 57 кг). В 1/8 финала победила румынку Михаэлу Чижевски. В четвертьфинале победила болгарку Радостину Станчеву. В полуфинале проиграла норвежке Генриетте Биркеланн-Китель.

### Чемпионат России 2004
Выступала в полулёгкой весовой категории (до 57 кг). Завоевала бронзовую медаль.

### Чемпионат России 2007
Выступала в 1-й средней весовой категории (до 69 кг). В 1/8 финала победила Ирину Касперович. В четвертьфинале проиграла Юлии Немцовой.

## Профессиональный бокс
Дебютировала на профессиональном ринге 12 мая 2007 года, одержав победу по очкам.
В начале своей карьеры сотрудничала с менеджером Ульфом Штайнфортом и промоутерской компанией SESBoxing. Позднее, работала с промоутером Владимиром Хрюновым.

### Чемпионский бой с Джуди Вагутии
24 августа 2013 года встретилась с кенийкой Джуди Вагутии за вакантный титул временной чемпионки мира в 1-м полусреднем весе по версии WBA. Поединок продлился все 10 раундов. Судьи единогласно отдали победу Кулаковой: 100-91 и 100-90 (дважды).
15 ноября 2013 года победила кенийку Флоренс Мутони и защитила титул. Счёт судей: 97-93 и 99-91 (дважды).

### Чемпионский бой сАной Лаурой Эстече
1 июня 2014 года встретилась с чемпионкой мира в 1-м полусреднем весе по версии WBA аргентинкой Аной Лаурой Эстече. Поединок продлился все 10 раундов. Мнения судей разделились: один отдал победу Кулаковой (95-93), другой отдал победу Эстече (96-92), а третий выставил ничью (94-94). Таким образом, была зафиксирована ничья и аргентинка сохранила свой титул.
В июле 2014 года подписала контракт с промоутерской компанией «Мир бокса» Андрея Рябинского.
3 декабря 2016 года встретилась с француженкой Приской Вико в бою за вакантный титул чемпионки мира в 1-м полусреднем весе по второстепенной версии IBO. Поединок продлился все 10 раундов. Судьи единогласно отдали победу Кулаковой: 100-91 и 99-91 (дважды).
1 июля 2017 года победила по очкам бывшую претендентку на титул чемпионки мира во 2-м полулёгком весе болгарку Милену Колеву.

## Статистика боёв
В таблице перечислены результаты всех поединков боксёров.
В каждой строке указан результат поединка. Дополнительно номер поединка обозначен цветом, который обозначает итог поединка. Расшифровка обозначений и цветов представлена в нижеследующей таблице.
| Пример | Расшифровка                     |
| ------ | ------------------------------- |
|        | Победа                          |
|        | Ничья                           |
|        | Поражение                       |
|        | Планируемый поединок            |
|        | Поединок признан несостоявшимся |
| КО     | Нокаут                          |
| ТКО    | Технический нокаут              |
| PTS    | Решение судей (по очкам)        |
| UD     | Единогласное решение судей      |
| MD     | Решение большинства судей       |
| SD     | Раздельное решение судей        |
| RTD    | Отказ от продолжения боя        |
| DQ     | Дисквалификация                 |
| NC     | Поединок признан несостоявшимся |

| Бой | Дата            | Соперник                    | Место проведения                                             | Результат | Примечание |
| --- | --------------- | --------------------------- | ------------------------------------------------------------ | --------- | --- |
| 14  | 27 ноября 2017  | Джуди Вагутии (15-7-4)      | Лужники, Москва, Россия                                      | SD10 (10) | Чемпионка мира в 1-м полусреднем весе по версии IBO (1-я защита Кулаковой). Счёт: 94-96, 96-94, 97-93.                    |
| 13  | 1 июля 2017     | Милена Колева (9-8-1)       | Лужники, Москва, Россия                                      | UD8 (8)   | |
| 12  | 3 декабря 2016  | Приска Вико (6-3-0)         | Мегаспорт, Москва, Россия                                    | UD10 (10) | Вакантный титул чемпионки мира в 1-м полусреднем весе по версии IBO. Счёт судей: 100-91 и 99-91 (дважды).                 |
| 11  | 22 мая 2015     | Мари Ридерер (15-2-1)       | Лужники, Москва, Россия                                      | UD8 (8)   | Счёт судей: 80-72 и 80-73 (дважды).                                                                                       |
| 10  | 1 июня 2014     | Ана Лаура Эстече (10-3-1)   | Арена Мытищи, Мытищи, Московская область, Россия             | SD10 (10) | Чемпионка мира в 1-м полусреднем весе по версии WBA (1-я защита Эстече). Счёт судей: 95-93, 94-94, 92-96.                 |
| 9   | 15 ноября 2013  | Флоренс Мутони (8-2-1)      | Дворец спорта, Барнаул, Алтайский край, Россия               | UD10 (10) | Временная чемпионка мира в 1-м полусреднем весе по версии WBA (1-я защита Кулаковой). Счёт судей: 97-93 и 99-91 (дважды). |
| 8   | 24 августа 2013 | Джуди Вагутии (12-5-3)      | Open Air Bike Show, Волгоград, Волгоградская область, Россия | UD10 (10) | Вакантный титул временной чемпионки мира в 1-м полусреднем весе по версии WBA. Счёт судей: 100-91 и 100-90 (дважды).      |
| 7   | 21 июня 2013    | Сюзана Радованович (1-12-0) | ДС «Динамо», Москва, Россия                                  | UD8 (8)   | Счёт судей: 80-72 (все).                                                                                                  |
| 6   | 27 апреля 2013  | Виктория Демидова (0-1-0)   | ДС «Квант», Троицк, Москва, Россия                           | UD6 (6)   | Счёт судей: 60-54 (все).                                                                                                  |
| 5   | 8 сентября 2012 | Ирина Барташ (2-0-0)        | СК «Олимпийский», Москва, Россия                             | UD4 (4)   | Счёт судей: 40-36 (все).                                                                                                  |
| 4   | 15 ноября 2007  | Юлия Брыжах (дебют)         | Гигант-Холл (Казино «Конти»), Санкт-Петербург, Россия        | UD6 (6)   | |
| 3   | 8 сентября 2007 | Татьяна Дикманн (1-1-0)     | Maritim Hotel, Берлин, Германия                              | KO2 (6)   | |
| 2   | 19 мая 2007     | Сарка Стокласкова (2-4-0)   | Eissporthalle, Галле, Саксония-Анхальт, Германия             | PTS4 (4)  | |
| 1   | 12 мая 2007     | Малина Перплис (0-2-2)      | TURM Erlebnis City, Ораниенбург, Бранденбург, Германия       | UD4 (4)   | |
| Бой | Дата            | Соперник                    | Место проведения                                             | Результат | Примечание |

## Титулы

### Кикбоксинг
- 2004.  Чемпионка Европы WAKO среди любителей (фулл-контакт) в весе до 56 кг.
- 2006.  Чемпионка Европы WAKO среди любителей (фулл-контакт) в весе до 70 кг.
- 2006.  Чемпионка Европы WAKO среди любителей (лоу-кик) в весе до 70 кг.
- 2009.  Бронзовый призёр чемпионата мира WAKO среди любителей (лоу-кик) в весе до 70 кг.
- 2009.  Бронзовый призёр чемпионата мира WAKO среди любителей (фулл-контакт) в весе до 65 кг.
- 2010. Чемпионка мира WAKO PRO среди профессионалов (фулл-контакт) в весе до 60 кг.
- 2011.  Чемпионка мира WAKO среди любителей (лоу-кик) в весе до 65 кг.
- 2012.  Чемпионка Европы WAKO среди любителей (лоу-кик) в весе до 65 кг.
- 2012.  Обладательница Кубка мира (фулл-контакт) в весе до 65 кг[28].

### Любительский бокс
- 2001.  Бронзовый призёр чемпионата России в лёгком весе (до 60 кг).
- 2002.  Бронзовый призёр чемпионата мира в полулёгком весе (до 57 кг).
- 2003.  Бронзовый призёр чемпионата Европы в полулёгком весе (до 57 кг).
- 2004.  Бронзовый призёр чемпионата России в полулёгком весе (до 57 кг).

### Профессиональный бокс
- Временная чемпионка мира в 1-м полусреднем весе по версии WBA (2013—2014).
- Чемпионка мира в 1-м полусреднем весе по версии IBO (2016—2021).

## Семья
Замужем. Супруг, Игорь Синявский, является мастером спорта по боксу. Он и тренирует Светлану. В ноябре 2008 года у пары родилась дочь Екатерина.